# Conselho Nacional da Nigéria e Camarões
Conselho Nacional da Nigéria e os Camarões (NCNC), foi um partido político nigeriano de 1944 à 1966. O nome 'Camarões' incluído, porque Camarões tinha-se tornado uma parte administrativa da Nigéria em 1945. Camarões tinha sido um território colonial da Alemanha. Na sequência da derrota da Alemanha e seus aliados, as Nações Unidas confiscou os territórios sob administração da Alemanha antes da II Guerra Mundial. Esses territórios então foram dados a vários países vencedores para administrá-los na confiança da ONU até que eles estivessem maduros para a independência política. Eles foram então chamados 'Territórios Trust' (Territórios de Confiança). Foi assim como o Camarões foi tomado da Alemanha e entregue à Grã-Bretanha. Quando a Nigéria se preparava para a independência política 1960, o povo do sul de Camarões foram consultados em um plebiscito sobre se iriam com a Nigéria para a independência ou juntar-se com o Camarões francês. A população optou pela unificação com o Camarões francês. Assim, tornou-se NCNC Conselho Nacional de Cidadãos Nigerianos em 1959. O partido foi formado em 1944  pelo Dr. Nnamdi Azikiwe e Herbert Macaulay.
Herbert Macaulay foi o seu primeiro presidente, enquanto Azikiwe foi o seu primeiro-secretário. No entanto, em geral, era composto de uma longa lista de partidos nacionalistas, associações culturais, movimentos e trabalhistas que se uniram para formar o NCNC. O partido naquele tempo foi o primeiro a assumir um esforço em conjunto para criar um verdadeiro partido nacionalista. Ele abraçou diferentes posições de grupos de religiosos, de tribais e aos grupos comerciais com a excepção de alguns notáveis, como o Ebê Omo Odudua e precoce na União Nigeriana de Professores. O partido é considerado o segundo partido político proeminente formado na Nigéria depois de um partido de Lagos, o Partido Nacional Democrático.
O NCNC foi acusado pelos seus adversários de focarem demais os interesses dos ibos. No final dos anos 1940, o Movimento Jovem da Nigéria, uma organização política da Nigéria Ocidental tinha decidido apoiar o partido enfocado de um iorubá, acusando o NCNC de imperialismo étnico. Contudo a oposição ocidental precisou de um giro tático nos  sentimentos locais, sua base foi composta por elites locais que dependeram pouco do sentimento nacionalista, mas sim do econômico local e atividade política, nas suas diversas vilas e cidades. Durante a guerra de secessão da Biafra, Azikiwe tornou-se um porta-voz para a república e um conselheiro para seus líderes.

## Resultados eleitorais

### Eleições parlamentares
| Data | CI. | Votos                 | %           | +/-   | Deputados | +/-  | Status   |
| ---- | --- | --------------------- | ----------- | ----- | --------- | ---- | -------- |
| 1954 | 2.º | Dados não encontrados | 34,24 / 100 | Novo  | 63 / 184  | Novo | Governo  |
| 1959 | 2.º | 1 992 364             | 26,12 / 100 | 8.12% | 81 / 312  | 18   | Governo  |
| 1964 | 2.º | 1 640 700             | 28,48 / 100 | 2.36% | 84 / 312  | 3    | Oposição |